# 金塔纳帕利亚
金塔纳帕利亚，是西班牙卡斯蒂利亚-莱昂布尔戈斯省的一个市镇。总面积16平方公里，总人口115人（2001年），人口密度7人/平方公里。